# Copy number variation

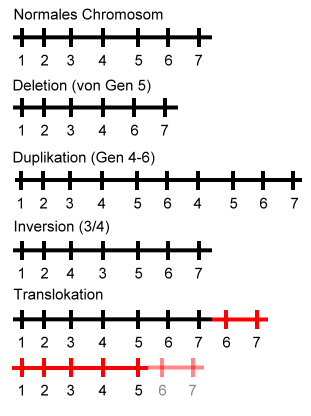
Beispiele für Arten der Chromosomenmutation

Copy number variation (kurz CNV, deutsch Kopienzahlvariation) bezeichnet eine Form struktureller Variation des Erbguts (kurz SV, englisch structural variation), die Abweichungen der Anzahl der Kopien eines bestimmten DNA-Abschnittes innerhalb eines Genoms erzeugt.
Wurde zunächst angenommen, dass Gene im Genom in der Regel in zwei Kopien vorliegen (je eine Kopie pro Chromosomensatz), so zeigten einige Gene eine Variation der Genkopienzahl zwischen verschiedenen Individuen. So kann ein Gen in nur einer Kopienzahl vorliegen (Gendeletion) oder in mehr als drei oder vier Kopien (Genduplikation). Gene können auch vollständig fehlen (homozygote Gendeletion). Ähnlich wie mit Einzelnukleotid-Polymorphismen (oder SNPs) lassen sich auch aufgrund des Vorkommens bzw. Fehlens von CNVs Individuen voneinander eindeutig unterscheiden. CNVs können Auswirkungen auf die Prädisposition für bestimmte Erkrankungen haben. Verglichen mit SNPs erzeugen CNVs eine größere Anzahl von Erbgut-Unterschieden zwischen Personen, wenn man die Anzahl der durch CNVs betroffenen DNA-Bausteine (Nukleotide) zu Grunde legt.

## Analysemethoden
Zur CNV-Identifizierung im Genom werden sowohl auf Mikroarrays basierende Techniken als auch immer häufiger die DNA-Sequenzierung, insbesondere Methoden des Second Generation Sequencing verwendet. Eine Analyse von Daten einer Pilotstudie des 1000-Genome-Projektes ermöglichte die Identifizierung von 28.000 CNVs in den Genomen von 185 Individuen mit vier verschiedenen DNA-Sequenz basierten Analysemethoden. Diese vier Methoden umfassen die Endpaar-Sequenzierung und deren bioinformatische Analyse (paired-end mapping), die direkte Alinierung von DNA-Sequenzen über die Endstellen (oder "Bruchpunkte") von CNVs (split-read analysis), die Sequenztiefenanalyse (read-depth analysis) und die Verwendung von bioinformatischen Methoden zur Sequenz-Assemblierung (sequence assembly). Im Gegensatz zu Mikroarray-basierten Techniken ermöglicht die DNA-Sequenzierung die Auffindung einer größeren Zahl an Klassen struktureller Variationen, inklusive Inversionen und Translokationen.

## Medizinische Bedeutung

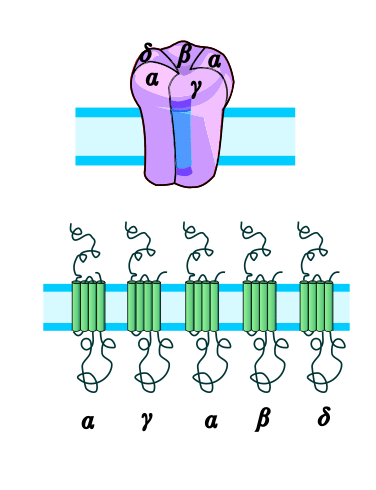
Schematische Darstellung des nicotinischen ACh-Rezeptors

Duplikationen und Deletionen können je nach Größe (Länge) des betroffenen DNA-Abschnitts und je nach Gen-Dichte der betroffenen Chromosomenregion sehr unterschiedliche Wirkungen haben. Zunächst können gen-freie Zonen, ein Teil eines Gens, ein komplettes Gen, oder mehrere Gene betroffen sein. Dann hängen die Folgen von der Funktion der betroffenen Gene ab. Hier reicht das Spektrum von tödlich (Fehlgeburt) bis harmlos. Zudem kann – auch innerhalb einer Familie – die Durchschlagskraft (Penetranz und Expressivität) einer solchen genetischen Abweichung von Person zu Person höchst unterschiedlich sein (0–100 %).
Da bei Deletionen ein Teil der Erbinformation nur einfach statt doppelt vorhanden ist oder gar völlig fehlt, ist die Möglichkeit von hierdurch verursachten Störungen einleuchtend. Störungen durch Duplikationen sind schwerer zu erklären. Hier gibt es Beobachtungen, dass bei einer zusätzlichen Kopie eines Gens eine übermäßige Gen-Aktivität (Genexpression) entstehen kann. Zum Beispiel können in einem bestimmten Zeitfenster übermäßig viele Bauelemente für einen Rezeptor hergestellt werden, was zu Stress und Fehlentwicklung von Zellen führen kann.
Viele Entwicklungsstörungen, wie etwa Störungen im Autismusspektrum, sind häufig durch Kopienzahlvariationen bedingt – oft durch mehrere gleichzeitig an verschiedenen Orten.